# Concerto per violino e orchestra op. 64 (Mendelssohn)
Il Concerto per violino e orchestra op. 64 è l'ultima composizione per solista e orchestra sinfonica di Felix Mendelssohn Bartholdy. È uno tra i più famosi concerti per violino e orchestra di tutti i tempi.

## Storia
Questo concerto venne commissionato a Mendelssohn dal famoso violinista Ferdinand David. La sua prima esecuzione venne eseguita dal Gewandhaus di Lipsia il 13 marzo 1845 dallo stesso David sotto la direzione del direttore danese Niels Gade in quanto Mendelssohn, in cattive condizioni di salute, non poté presenziare all'esecuzione. Successivamente, il 23 ottobre dello stesso anno, il concerto venne replicato, sempre dal violinista David, ma questa volta sotto la direzione dell'autore, ottenendo un enorme successo.
Il 27 giugno 1846 il concerto fu eseguito a Londra, presso la Società Filarmonica. Mendelssohn stesso scelse quale interprete il violinista italiano Camillo Sivori, cui fece dono, a seguito di quella esecuzione, della parte di violino autografa, esprimendogli in una dedica ("à Mr. Camillo Sivori avec bien des remerciements") la propria soddisfazione e gratitudine.
Venne poi ancora eseguito il 3 ottobre 1847 dal giovane violinista ungherese Joseph Joachim, pupillo di Mendelssohn, che era divenuto famoso per l'esecuzione concerto per violino in re maggiore di Beethoven tenuto a Londra 27 maggio 1844.

## Analisi
Si ritiene che Mendelssohn sia stato un compositore neoclassico. Se questa affermazione può essere vera per diverse sue opere, certamente non può essere applicata a questo concerto pregno di romanticismo, e praticamente nuovo nel suo genere, dove prevale la poesia e il virtuosimo del finale non è fine a sé stesso ma comunque strettamente collegato al discorso espressivo. La maniera con la quale Mendelssohn rinunciò alla tradizionale esposizione orchestrale, facendo iniziare il concerto dal solista, fu un fatto nuovo per l'epoca in cui venne composto. L'intero concerto segna una svolta nel campo dei concerti per violino, anche perché i tre movimenti sono collegati fra loro, ed è perciò il capostipite di un nuovo genere, il concerto romantico. Allo stesso modo del concerto per violino di Beethoven, questo concerto di Mendelssohn è un capolavoro, anche se di un genere completamente differente, tanto che molti interpreti ne hanno fatto uno dei loro pezzi preferiti. La sua esecuzione dura fra 25 e 30 minuti, ed il concerto è composto da tre movimenti:
1. Allegro molto appassionato (circa 13 minuti)
2. Andante (circa 8 minuti)
3. Allegretto non troppo - Allegro molto vivace (circa 6 minuti)

Nel primo movimento, il contrasto fra il primo tema, e l'immediato secondo tema che si presentano entrambi come una sorta di canzone vibrante di fervore (appassionato), ed il terzo sognante tema (tranquillo), produce una sensazione di grande romanticismo. Altra novità, la cadenza del solista precede la riesposizione. Il secondo movimento, un andante tripartito, è una tipica « romanza senza parole » di profondo lirismo. Il terzo movimento, dopo una introduzione moderata che si riallaccia al primo tema del primo movimento variato, è caratterizzato da tratti folleggianti, capricciosi e pittoreschi che ricordano il Sogno di una notte di mezza estate.
Quest'opera, assieme ai concerti di Mozart, Beethoven, Bach, Bruch, Paganini, Brahms, Sibelius, Bartók, Berg, Čajkovskij, Dvořák, Elgar, Prokofiev e Šostakovič è oggi considerata una delle pagine più celebri, apprezzate ed eseguite nel panorama della letteratura per violino e orchestra.